# Ally McBeal
Ally McBeal – amerykański serial telewizyjny rozgrywający się w środowisku prawniczym. Serial był emitowany w USA w latach 1997–2002, a w Polsce 1998–2003.
Pierwszy odcinek został wyemitowany 8 września 1997 (w Polsce rok później). Stworzony przez koncern mediowy FOX. W Polsce prawa do jego emisji wykupiła telewizja Polsat.
Tytułowa bohaterka serialu Ally McBeal (grana przez Calistę Flockhart) z zawodu jest prawnikiem, ma około 30 lat i pracuje w fikcyjnej bostońskiej kancelarii prawniczej Cage & Fish, prowadzonej przez jej kolegę z czasów studiów (Richard Fish – grany przez Grega Germanna) i jego wspólnika (John Cage – Peter MacNicol). W firmie Ally spotyka swoją pierwszą miłość – z Billym spędziła swoje dzieciństwo, z nim dorastała; rozłączyły ich odległe miejsca studiów, chociaż kierunek ten sam – prawo. Billy Thomas (Gil Bellows) jest już żonaty, a jego żona (Georgia Thomas – w tej roli Courtney Thorne-Smith) również pracuje w kancelarii Richarda.
Każdy odcinek serialu opowiada o innej sprawie sądowej, którą zajmuje się Ally i jej przyjaciele z kancelarii Cage&Fish. Ally jest osobą z bogatym życiem wewnętrznym, ma dużą wyobraźnię i jest osobą wrażliwą, choć potrafi również dogryźć, co dostarcza produkcji gagów, chociaż zdarzają się również akcenty melodramatyczne.

## Główna obsada
- Calista Flockhart – Ally McBeal (112 odcinków)
- Greg Germann – Richard Fish (112 odcinków)
- Jane Krakowski – Elaine Vassal (112 odcinków)
- Peter MacNicol – John Cage (104 odcinki)
- Courtney Thorne-Smith – Georgia Thomas (69 odcinków)
- Vonda Shepard – Vonda Shepard (54 odcinki)
- Portia de Rossi – Nelle Porter (52 odcinki)
- Lisa Nicole Carson – Renée Radick (43 odcinki)
- Lucy Liu – Ling Woo (37 odcinków)
- Gil Bellows – Billy Alan Thomas (68 odcinków)
- Regina Hall – Corretta Lipp (22 odcinki)
- Josh Hopkins – Raymond Milbury (20 odcinków)
- James LeGros – Mark Albert (17 odcinków)
- Robert Downey Jr. – Larry Paul (15 odcinków)
- Julianne Nicholson – Jenny Shaw (15 odcinków)
- James Marsden – Glenn Foy (13 odcinków)
- Hayden Panettiere – Maddie Harrington (11 odcinków)
- Taye Diggs – Jackson Duper (10 odcinków)

## Pozostałe role
- Albert Hall – Sędzia Seymour Walsh (46 odcinków)
- Dyan Cannon – Jennifer „Whipper” Cone (17 odcinków)
- John Micheal Higgins – Steven Milter (13 odcinków)
- Barry Humphries – Claire Otoms (12 odcinków)
- Jesse L. Martin – Dr. Greg Butters (12 odcinków)
- Eric Cohen – tańczący bliźniak #1 (12 odcinków)
- Steve Cohen – tańczący bliźniak #2 (12 odcinków)
- Jon Bon Jovi – Victor Morrison (10 odcinków)
- Amy Castle – młoda Ally (9 odcinków)
- Christopher Neiman – Barry Mathers (8 odcinków)
- Christina Ricci – Liza Bump (7 odcinków)
- Anne Heche – Melanie West (7 odcinków)
- Lee Wilkof – prokurator Nixon (7 odcinków)
- Jennifer Holliday – Lisa Knowles (6 odcinków)
- Harrison Page – pastor Mark Newman (6 odcinków)
- Garry Becker – Myron Stone (6 odcinków)

oraz m.in.:
- Bobby Cannavale – Wilson Jade (5 odcinków)
- Jill Clayburgh – Jeannie McBeal (5 odcinków)
- Tracey Ullman – dr Tracey Clark (5 odcinków)
- Phil Leeds – sędzia Dennis „Happy” Boyle (5 odcinków)
- Lisa Edelstein – Cindy McCauliff (5 odcinków)
- James Naughton – George McBeal (4 odcinki)
- Wendy Worthinton – Margaret Camaro (4 odcinki)
- Tate Donovan – Ronald Cheanie (3 odcinki)
- Matthew Perry – Todd Merick (2 odcinki)
- Jacqueline Bisset – Frances Shaw (2 odcinki)
- Lara Flynn Boyle – Helen Gamble (2 odcinki)
- Josh Ryan Evans – Oren Koolie (2 odcinki)
- Jason Gedrick – Joel (2 odcinki)
- Alicia Coppola – Holly Richardson (2 odcinki)
- Josh Groban – Malcolm Wyatt (2 odcinki)
- Bernadette Peters – Cassandra Lewis (2 odcinki)
- Famke Janssen – Jamie (2 odcinki)
- Bruce Willis – dr Nickle (1 odcinek)
- Heather Locklear – Nicole Naples (1 odcinek)
- Farrah Fawcett – Robin Jones (1 odcinek)
- Tom Berenger – Harrison Wyatt (1 odcinek)
- Eric McCormack – Kevin Kepler (1 odcinek)
- Rob Schneider – Ross Fitzsimmons (1 odcinek)
- Antonio Sabato Jr. – Kevin (1 odcinek)
- Vanessa Williams – Sheila Hunt (1 odcinek)
- Armin Shimerman – Judge Walworth (1 odcinek)
- Dakota Fanning – Ally, 5 lat (1 odcinek)
- Carl Reiner – Johnson Buck (1 odcinek)
- James Denton – Jimmy Bender (1 odcinek)

Gościnnie wystąpiło także mnóstwo gwiazd ze świata muzyki:
- Barry White
- Al Green
- Tina Turner
- Gloria Gaynor
- Chubby Checker
- Anastacia
- Sting
- Elton John
- Barry Manilow
- Mariah Carey
- Macy Gray

oraz chórek Vondy Shepard w składzie:
- Renee Goldsberry
- Vatrena King
- Sy Smith

Kiedy któraś z wymienionych chórzystek nie mogła wystąpić, wtedy w zastępstwie występowały:
- Cynthia Calhoun
- Melanie Taylor

## Spis odcinków
| N/o            | Polski tytuł                   | Angielski tytuł                   |
| -------------- | ------------------------------ | --------------------------------- |
|                |                                |                                   |
| SERIA PIERWSZA |                                |                                   |
|                |                                |                                   |
| 001            | Przypadkowe spotkanie          | Pilot                             |
|                |                                |                                   |
| 002            | Kompromis                      | Compromising Positions            |
|                |                                |                                   |
| 003            | Pocałunek                      | The Kiss                          |
|                |                                |                                   |
| 004            | Przygoda                       | The Affair                        |
|                |                                |                                   |
| 005            | Setka                          | One Hundred Tears Away            |
|                |                                |                                   |
| 006            | Obietnica                      | The Promise                       |
|                |                                |                                   |
| 007            | Zawziętość                     | The Attitude                      |
|                |                                |                                   |
| 008            | Wyznaczając granice            | Drawing The Lines                 |
|                |                                |                                   |
| 009            | Nieprzyzwoity dowcip           | The Dirty Joke                    |
|                |                                |                                   |
| 010            | Chłopiec dla świata            | Boy To The World                  |
|                |                                |                                   |
| 011            | Srebrne dzwony                 | Silver Bells                      |
|                |                                |                                   |
| 012            | Człowiek z Cro-Magnon          | Cro-Magnon                        |
|                |                                |                                   |
| 013            | Gra w oskarżenia               | The Blame Game                    |
|                |                                |                                   |
| 014            | Mowa ciała                     | Body Language                     |
|                |                                |                                   |
| 015            | Raz w życiu                    | Once In A Lifetime                |
|                |                                |                                   |
| 016            | Zakazany owoc                  | Forbidden Fruits                  |
|                |                                |                                   |
| 017            | Motyw przewodni                | Theme Of Life                     |
|                |                                |                                   |
| 018            | Pole gry                       | The Playing Field                 |
|                |                                |                                   |
| 019            | Wszystkiego najlepszego        | Happy Birthday Baby               |
|                |                                |                                   |
| 020            | Morderstwo                     | The Inmates                       |
|                |                                |                                   |
| 021            | Proces Renee                   | Being There                       |
|                |                                |                                   |
| 022            | Samotność                      | Alone Again                       |
|                |                                |                                   |
| 023            | Wymiana serc                   | These Are The Days                |
|                |                                |                                   |
| SERIA DRUGA    |                                |                                   |
|                |                                |                                   |
| 024            | Jawa czy sen                   | The Real World                    |
|                |                                |                                   |
| 025            | Wróg kobiet                    | They Eat Horses, Don’t They?      |
|                |                                |                                   |
| 026            | Naga prawda                    | Fool’s Night Out                  |
|                |                                |                                   |
| 027            | To moje przyjęcie              | It’s My Party                     |
|                |                                |                                   |
| 028            | Historia miłosna               | The Story Of Love                 |
|                |                                |                                   |
| 029            | Świat bez miłości              | Worlds Without Love               |
|                |                                |                                   |
| 030            | Żegnaj Happy                   | Happy Trails                      |
|                |                                |                                   |
| 031            | Tylko popatrzę                 | Just Looking                      |
|                |                                |                                   |
| 032            | Nigdy nie wiadomo              | You Never Can Tell                |
|                |                                |                                   |
| 033            | Okruchy szczęścia              | Making Spirits Bright             |
|                |                                |                                   |
| 034            | Jak we śnie                    | In Dreams                         |
|                |                                |                                   |
| 035            | Miłość bez granic              | Love Unlimited                    |
|                |                                |                                   |
| 036            | Anioły i sterowce              | Angels And Blimps                 |
|                |                                |                                   |
| 037            | Piramidy na Nilu               | Pyramids On The Nile              |
|                |                                |                                   |
| 038            | Zmiana planu                   | Sideshow                          |
|                |                                |                                   |
| 039            | Seks, kłamstwa i polityka      | Sex, Lies And Politics            |
|                |                                |                                   |
| 040            | Wojna domowa                   | Civil Wars                        |
|                |                                |                                   |
| 041            | Te usta, ta ręka               | Those Lips, That Hand             |
|                |                                |                                   |
| 042            | Zatańczmy                      | Let’s Dance                       |
|                |                                |                                   |
| 043            | Osamotnieni                    | Only The Lonely                   |
|                |                                |                                   |
| 044            | Zielony potwór                 | The Green Monster                 |
|                |                                |                                   |
| 045            | Złudna miłość                  | Love’s Illusions                  |
|                |                                |                                   |
| 046            | Znam go na pamięć              | I Know Him By Heart               |
|                |                                |                                   |
| SERIA TRZECIA  |                                |                                   |
|                |                                |                                   |
| 047            | Myjnia samochodowa             | Car Wash                          |
|                |                                |                                   |
| 048            | Ukryte marzenia                | Buried Pleasures                  |
|                |                                |                                   |
| 049            | Wizje Ally                     | Seeing Green                      |
|                |                                |                                   |
| 050            | Gorąca fala                    | Heat Wave                         |
|                |                                |                                   |
| 051            | Mętna woda                     | Troubled Water                    |
|                |                                |                                   |
| 052            | Zmiany                         | Changes                           |
|                |                                |                                   |
| 053            | Uratujcie Mikołaja             | Saving Santa                      |
|                |                                |                                   |
| 054            | Smutne Święta                  | Blue Christmas                    |
|                |                                |                                   |
| 055            | Chłód                          | Out In The Cold                   |
|                |                                |                                   |
| 056            | Tylko przyjaciele              | Just Friends                      |
|                |                                |                                   |
| 057            | Po drugiej stronie tęczy       | Over The Rainbow                  |
|                |                                |                                   |
| 058            | W poszukiwaniu Pigmejów        | In Search Of Pygmies              |
|                |                                |                                   |
| 059            | W pogoni za samotnością        | Pursuit Of Loneliness             |
|                |                                |                                   |
| 060            | Parada dziwaków                | The Oddball Parade                |
|                |                                |                                   |
| 061            | Główny podejrzany              | Prime Suspect                     |
|                |                                |                                   |
| 062            | Chłopiec z sąsiedztwa          | Boy Next Door                     |
|                |                                |                                   |
| 063            | Poradzę sobie                  | I Will Survive                    |
|                |                                |                                   |
| 064            | Po trzydziestce                | Turning Thirty                    |
|                |                                |                                   |
| 065            | Zatańczymy?                    | Do You Wanna Dance?               |
|                |                                |                                   |
| 066            | Nadzieja i chwała              | Hope And Glory                    |
|                |                                |                                   |
| 067            | Ally McBeal: Niemal musical    | Ally McBeal: Musical, Almost      |
|                |                                |                                   |
| SERIA CZWARTA  |                                |                                   |
|                |                                |                                   |
| 068            | Seks, kłamstwa i rozmyślania   | Sex, Lies And Second Thoughts     |
|                |                                |                                   |
| 069            | Polowanie na mężczyznę         | Girls' Night Out                  |
|                |                                |                                   |
| 070            | Dwoje to już tłum              | Two’s A Crowd                     |
|                |                                |                                   |
| 071            | Bez siatki                     | Without A Net                     |
|                |                                |                                   |
| 072            | Ostatnia dziewica              | The Last Virgin                   |
|                |                                |                                   |
| 073            | Magia świąt                    | 'Tis The Season                   |
|                |                                |                                   |
| 074            | Problemy sentymentalne         | Love On Holiday                   |
|                |                                |                                   |
| 075            | Mężczyzna z torbą              | The Man With The Bag              |
|                |                                |                                   |
| 076            | Racjonalna wątpliwość          | Reasons To Believe                |
|                |                                |                                   |
| 077            | Sprawy ex                      | The Ex-Files                      |
|                |                                |                                   |
| 078            | Pan Bo                         | Mr. Bo                            |
|                |                                |                                   |
| 079            | Niespodzianka dla Larrego      | Hats Off To Larry                 |
|                |                                |                                   |
| 080            | Nowy kolega                    | Reach Out And Touch               |
|                |                                |                                   |
| 081            | Miasto mężczyzn                | Boys Town                         |
|                |                                |                                   |
| 082            | Powrót na dobre                | Falling Up                        |
|                |                                |                                   |
| 083            | Wakacje                        | The Getaway                       |
|                |                                |                                   |
| 084            | W pogoni za szczęściem         | The Pursuit Of Unhappiness        |
|                |                                |                                   |
| 085            | Bieg z przeszkodami            | The Obstacle Course               |
|                |                                |                                   |
| 086            | Poszukiwany Barry White        | In Search Of Barry White          |
|                |                                |                                   |
| 087            | Klient specjalny               | Cloudy Skies, Chance Of Parade    |
|                |                                |                                   |
| 088            | Królowa pszczół                | Queen Bee                         |
|                |                                |                                   |
| 089            | Koniec miłości                 | Home Again                        |
|                |                                |                                   |
| 090            | Taniec                         | The Wedding                       |
|                |                                |                                   |
| SERIA PIĄTA    |                                |                                   |
|                |                                |                                   |
| 091            | Przyjaciele i kochankowie      | Friends And Lovers                |
|                |                                |                                   |
| 092            | Sędzia Ling                    | Judge Ling                        |
|                |                                |                                   |
| 093            | Deklaracja                     | Neutral Corners                   |
|                |                                |                                   |
| 094            | Strach przed flirtowaniem      | Fear Of Flirting                  |
|                |                                |                                   |
| 095            | Pragnienie miłości             | I Want Love                       |
|                |                                |                                   |
| 096            | Znowu razem                    | Lost And Found                    |
|                |                                |                                   |
| 097            | Świąteczna parada              | Nine One One                      |
|                |                                |                                   |
| 098            | Królowa serc                   | Playing With Matches              |
|                |                                |                                   |
| 099            | Dom marzeń                     | Blowin’ In The Wind               |
|                |                                |                                   |
| 100            | Sto łez                        | One Hundred Tears                 |
|                |                                |                                   |
| 101            | Witaj mamo                     | A Kick In The Head                |
|                |                                |                                   |
| 102            | Nowy dzień                     | The New Day                       |
|                |                                |                                   |
| 103            | Kobiety                        | Woman                             |
|                |                                |                                   |
| 104            | Wieczna miłość                 | Homecoming                        |
|                |                                |                                   |
| 105            | Serce i dusza                  | Heart And Soul                    |
|                |                                |                                   |
| 106            | Świat bez miłości (1)          | Love Is All Around (1)            |
|                |                                |                                   |
| 107            | Świat bez miłości (2)          | Love Is All Around (2)            |
|                |                                |                                   |
| 108            | Tom Dooley                     | Tom Dooley                        |
|                |                                |                                   |
| 109            | Kolejne niepowodzenie          | Another One Bites The Dust        |
|                |                                |                                   |
| 110            | Czego się nie robi dla miłości | What I’ll Never Do For Love Again |
|                |                                |                                   |
| 111            | Prawdziwe ja                   | All Of Me                         |
|                |                                |                                   |
| 112            | Co było, minęło                | Bygones                           |
|                |                                |                                   |